# Campionati europei di nuoto in vasca corta 2011 - 400 metri misti femminili
La gara dei 400 metri misti femminili degli europei di Stettino 2011 si è svolta il 9 dicembre  2011. Le batterie di qualificazione si sono disputate nella mattina e la finale nel pomeriggio. La spagnola Mireia Belmonte García ha migliorato il record dei campionati che già le apparteneva.

## Medaglie
| Posizione | Atleta                 | Paese         |
| --------- | ---------------------- | ------------- |
| Oro       | Mireia Belmonte García | Spagna        |
| Argento   | Hannah Miley           | Gran Bretagna |
| Bronzo    | Zsuzsanna Jakabos      | Ungheria      |

## Qualifiche
Si sono qualificate per la finale un massimo di due atlete per nazione.
| Pos. | Atleta                 | Nazionalità   | Tempo   | Batteria | Corsia | Note |
| ---- | ---------------------- | ------------- | ------- | -------- | ------ | ---- |
| 1    | Mireia Belmonte García | Spagna        | 4'32”36 | 4        | 4      | Q    |
| 2    | Hannah Miley           | Gran Bretagna | 4'32”58 | 2        | 4      | Q    |
| 3    | Jördis Steinegger      | Austria       | 4'33”91 | 3        | 3      | Q    |
| 4    | Barbora Zavadova       | Rep. Ceca     | 4'35”71 | 4        | 5      | Q    |
| 5    | Claudia Romeu Dasca    | Spagna        | 4'36”29 | 4        | 6      | Q    |
| 6    | Zsuzsanna Jakabos      | Ungheria      | 4'36”44 | 3        | 4      | Q    |
| 7    | Alessia Polieri        | Italia        | 4'37”53 | 2        | 5      | Q    |
| 8    | Beatriz Gomez Cortes   | Spagna        | 4'37”87 | 3        | 6      |      |
| 9    | Karolina Szczepaniak   | Polonia       | 4'38”50 | 4        | 2      | Q    |
| 10   | Tanja Killiäinen       | Finlandia     | 4'39”39 | 3        | 2      | Q    |
| 11   | Lieke Verouden         | Paesi Bassi   | 4'42”30 | 4        | 7      | Q    |
| 12   | Reka Győrgy            | Ungheria      | 4'42”90 | 4        | 8      |      |
| 13   | Grainne Murphy         | Irlanda       | 4'43”28 | 2        | 6      |      |
| 14   | Anja Klinar            | Slovenia      | 4'43”87 | 3        | 5      |      |
| 15   | Kristina Kochetkova    | Russia        | 4'43”94 | 3        | 1      |      |
| 16   | Katrine Holm Sørensen  | Danimarca     | 4'44”06 | 2        | 2      |      |
| 17   | Ida Snadina            | Svezia        | 4'44”75 | 3        | 7      |      |
| 18   | Sara Thydén            | Svezia        | 4'44”96 | 4        | 3      |      |
| 19   | Ekaterina Andreeva     | Russia        | 4'46”23 | 2        | 1      |      |
| 20   | Patricia Ascha         | Finlandia     | 4'46”93 | 3        | 8      |      |
| 21   | Siobhan-Marie O’Conno  | Gran Bretagna | 4'46”98 | 1        | 5      |      |
| 22   | Fanni Ferenczi         | Ungheria      | 4'47”42 | 3        | 0      |      |
| 23   | Paula Zukowska         | Polonia       | 4'47”43 | 4        | 0      |      |
| 24   | Theresa Michalak       | Germania      | 4'47”97 | 2        | 3      |      |
| 25   | Gizem Bozkurt          | Turchia       | 4'50”43 | 1        | 4      |      |
| 26   | Karolina Urbanska      | Polonia       | 4'50”48 | 2        | 7      |      |
| 27   | Shani Stallard         | Irlanda       | 4'53”52 | 1        | 3      |      |
| 28   | Paulina Sikora         | Polonia       | 4'55”29 | 4        | 9      |      |
| 29   | Anna Sztankovics       | Ungheria      | 4'58”54 | 2        | 0      |      |
| -    | Martina Van Berkel     | Svizzera      | -       | 2        | 8      | DNS  |
| -    | Molly Renshaw          | Gran Bretagna | -       | 3        | 9      | DNS  |
| -    | Marussia Pietronicola  | Italia        | -       | 4        | 1      | DNS  |

## Finale
| Pos. | Atleta                 | Nazionalità   | Tempo   | Corsia | Note |
| ---- | ---------------------- | ------------- | ------- | ------ | ---- |
| 1    | Mireia Belmonte García | Spagna        | 4'24”55 | 4      | RC   |
| 2    | Hannah Miley           | Gran Bretagna | 4'26”06 | 5      |      |
| 3    | Zsuzsanna Jakabos      | Ungheria      | 4'27”86 | 7      |      |
| 4    | Barbora Zavadova       | Rep. Ceca     | 4'28”21 | 6      |      |
| 5    | Jördis Steinegger      | Austria       | 4'35”55 | 3      |      |
| 6    | Alessia Polieri        | Italia        | 4'36”27 | 1      |      |
| 7    | Claudia Romeu Dasca    | Spagna        | 4'36”35 | 2      |      |
| 8    | Tanja Kylliäinen       | Finlandia     | 4'36”96 | 0      |      |
| 9    | Karolina Szczepaniak   | Polonia       | 4'37”44 | 8      |      |
| 10   | Lieke Verouden         | Paesi Bassi   | 4'42”26 | 9      |      |